# Межник (Ленинградская область)
Межник — деревня в Старопольском сельском поселении Сланцевского района Ленинградской области.

## История
Деревня Межник упоминается на карте Санкт-Петербургской губернии Ф. Ф. Шуберта 1834 года.

МЕЖНИК — деревня принадлежит её величеству, число жителей по ревизии: 48 м. п., 59 ж. п. (1838 год)

Деревня Межник отмечена на карте профессора С. С. Куторги 1852 года.

НЕЖНИК — деревня Гдовского её величества имения, по просёлочной дороге, число дворов — 15, число душ — 40 м. п. (1856 год)

МЕЖНИК — деревня удельная при колодце, число дворов — 14, число жителей: 65 м. п., 55 ж. п.; Часовня православная. (1862 год) 

В XIX — начале XX века деревня административно относилась к Старопольской волости 2-го земского участка 1-го стана Гдовского уезда Санкт-Петербургской губернии.
Согласно Памятной книжке Санкт-Петербургской губернии 1905 года деревня образовывала Межницкое сельское общество.
С марта 1917 года деревня находилась в составе Менюшского сельсовета Старопольской волости Гдовского уезда.

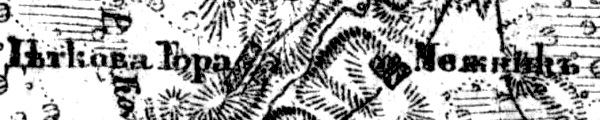
Деревня Межник на карте 1919 года

С февраля 1924 года, в составе Заручьевского сельсовета Доложской волости.
С февраля 1926 года, в составе Русецкого сельсовета.
С февраля 1927 года, в составе Выскатской волости.
С августа 1927 года, в составе Рудненского района.
С 1928 года, вновь в составе Заручьевского сельсовета. В 1928 году население деревни составляло 104 человека.
С 1930 года, в составе Кологривского сельсовета.
По данным 1933 года деревня Межник входила в состав Кологривского сельсовета Рудненского района. С августа 1933 года, в составе Осьминского района.
С 1 августа 1941 года по 31 января 1944 года, германская оккупация.
С 1961 года, в составе Старопольского сельсовета Сланцевского района.
С 1963 года, в составе Кингисеппского района.
По состоянию на 1 августа 1965 года деревня Межник входила в состав Старопольского сельсовета Кингисеппского района. С ноября 1965 года, вновь в составе Сланцевского района. В 1965 году население деревни составляло 17 человек.
По данным 1973 и 1990 годов деревня Межник входила в состав Старопольского сельсовета.
В 1997 году в деревне Межник Старопольской волости проживали 6 человек, в 2002 году — 7 человек (все русские).
В 2007 и 2010 годах в деревне Межник Старопольского СП проживали 3 человека.

## География
Деревня расположена в юго-восточной части района на автодороге 41К-163 (Менюши — Заручье — Каменец).
Расстояние до административного центра поселения — 9 км.
Расстояние до ближайшей железнодорожной станции Веймарн — 60 км.

## Демография
| 1862 | 2007 | 2010 | 2017 |
| ---- | ---- | ---- | ---- |
| 120  | ↘3   | →3   | ↗5   |